# 久保寺逸彦
久保寺 逸彦（くぼでら いつひこ、1902年9月10日 - 1971年11月5日）は、アイヌ文化およびアイヌ語の研究者。金田一京助の薫陶を受け、知里真志保、山田秀三と交友関係を持ち、ユーカラなどの口承文芸や宗教儀礼（儀式参照）の記録に多大な貢献を残した。墓所は多磨霊園。

## 略歴
- 1902年 北海道紋別郡雄武町生まれ
  - 以降 旧制釧路中学（現北海道釧路湖陵高等学校）、山梨県立甲府中学（現山梨県立甲府第一高等学校）を経る
  - 國學院大學に在学中、金田一京助に師事、アイヌ語の指導を受ける[1]。
- 1925年 國學院大學文学部国文科卒業。その後、東京府立七中（現東京都立墨田川高等学校）に勤務する[1]。
- 1933年 この年から1935年まで口承文芸の録音を行う。まとまった分量の口承文芸録音として最古のものである[2]。
- 1944年 東京第二師範学校に赴任[1]
- 1949年 東京第二師範学校（現東京学芸大学）教授
- 1960年 文学博士号 アイヌ叙事詩 - 神謡・聖伝の研究の成果に対して
- 1966年 駒澤大学文学部教授
- 1971年 11月5日、肺ガンで死去[3]

## 主な著作
- 『アイヌの昔話』三弥井書店 昔話研究資料叢書〈別巻〉 1972年
- 『アイヌの文学』岩波書店 岩波新書 1977年1月
  - 『東京学芸大学研究報告』第7集別冊（1956年）に収録された「アイヌ文学序説」を改題したもの[4]
- 『アイヌ叙事詩 神謡・聖伝の研究』岩波書店 1977年2月
- 『アイヌ民族の宗教と儀礼』(久保寺逸彦著作集1) 草風館 2001年12月 ISBN 978-4883231225 C3339
- 『アイヌの神謡』草風館 2004年2月 ISBN 978-4883231386 C3039
- 『アイヌ民族の文学と生活』(久保寺逸彦著作集2) 草風館 2004年5月 ISBN 978-4883231393 C3339
- 『アイヌ語・日本語辞典稿』(久保寺逸彦著作集4) 草風館 2020年6月 ISBN 978-4883232031

## 関係資料
- 北海道博物館 - 久保寺逸彦文庫として録音資料、映像、ノート、民具などを所蔵。2022年に企画展「久保寺逸彦文庫―アイヌ文学研究者による調査と資料をとおして、時代をさぐる―」を開催。